# 利基察里
48°46′43″N 22°43′22″E / 48.77861°N 22.72278°E
利基察里（烏克蘭語：Лікіцари）是烏克蘭西部的村莊，隸屬外喀爾巴阡州的烏日霍羅德區。該村面積13.5平方公里，2017年人口25，人口密度每平方公里4人。